# Ga Gojan
Ga Gojan là ga trên Tàu điện ngầm vùng thủ đô Seoul tuyến 4. Nó nằm gần Sân vận động Ansan Wa~. Tên thứ hai của nhà ga là ga Bệnh viện Đại học Ansan Hàn Quốc. Âm "Gojan" có nguồn gốc từ "bên trong áp choàng".

## Lịch sử
Ga Gojan là ga đầu tiên của Tuyến Suin.
- 5 tháng 8 năm 1937 nhà ga mới của Tuyến Suin.
- 10 tháng 4 năm 1969 thay đổi từ không có còi dừng tàu thành có còi dừng tàu.[2]
- 2 tháng 3 năm 1992 mở cửa Tuyến Ansan.
- 1 tháng 4 năm 1994 mở tàu điện ngầm trực tiếp (Tàu điện ngầm Seoul tuyến 4 - Gwachoen)
- 1 tháng 9 năm 1994 đóng cửa ga Tuyến Suin

## Bố trí ga
| ↑ Jungang |
| \| ２     |
| Choji ↓   |

| １ | ● Tuyến 4            | ← Hướng đi Jungang · Geumjeong · Myeong-dong · Danggogae         |
| １ | ● Tuyến Suin–Bundang | ← Hướng đi Suwon · Giheung · Yatap · Wangsimni                   |
| ２ | ● Tuyến 4            | → Hướng đi Choji · Ansan · Jeongwang · Oido →                    |
| ２ | ● Tuyến Suin–Bundang | → Hướng đi Singiloncheon · Incheon Nonhyeon · Songdo · Incheon → |

## Vùng lân cận
- Lối thoát 1: Ansan City Hall, Sân vận động Ansan Wa~, Trung tâm nghệ thuật Ansan, Bệnh viện Đại học Ansan Hàn Quốc
- Lối thoát 2: Trường tiểu học Jinheung